# 美国第一浸会教堂
美国第一浸会教堂（First Baptist Church in America）是美国最古老的浸会堂会，由罗杰·威廉斯于1638年在普罗维登斯创建。目前的教堂建于1774-1775年。
1966年，该堂列为国家历史地标。